# Варгас, Эдуардо
Эдуа́рдо Хесу́с Ва́ргас Ро́хас (исп. Eduardo Jesús Vargas Rojas; род. 20 ноября 1989[…], Сантьяго) — чилийский футболист, нападающий бразильского клуба «Атлетико Минейро» и национальной сборной Чили.

## Клубная карьера
Варгас начал играть в футбол в любительских командах Сантьяго, однако он жил довольно далеко от баз крупнейших столичных клубов и не мог посещать их молодёжные школы. В 2006 году он в составе одной из любительских команд стал победителем турнира в Пуэрто-Монте, став его лучшим бомбардиром. Там Варгаса заметил бывший игрок сборной Чили (1983—1989 годов) Освальдо Уртадо, который порекомендовал Варгаса главному тренеру клуба Примеры Чили «Кобрелоа», Хорхе Аравене. Аравена взял Варгаса в свою команду. Сыграв считанное число матчей за второй состав «Кобрелоа» в третьем чилийском дивизионе, Эдуардо довольно быстро был переведён в основу. За три сезона нападающий в 53 матчах чемпионата забил 10 голов.
В 2010 году Эдуардо Варгас перешёл за 700 тысяч долларов в «Универсидад де Чили», один из сильнейших клубов Чили и Южной Америки (согласно рейтингу КОНМЕБОЛ). Первый сезон в новой команде сложился неоднозначно. С одной стороны, в чемпионате Чили в 18 играх он забил всего один гол, с другой — он сыграл важную роль для команды в розыгрыше Кубка Либертадорес, забив гол в 1/8 финала в ворота «Альянса Лима» и полезно играя в противостоянии с «Фламенго». В итоге «синие» остановились на стадии полуфинала, что стало повторением лучшего результата команды (1970 года).
2011 год стал настоящим прорывом для Эдуардо. Он помог своей команде выиграть Апертуру Чили, в которой стал третьим бомбардиром, был признан лучшим нападающим и футболистом. В Клаусуре по состоянию на начало ноября он в 11 матчах забил 6 голов. Не менее ярко он выступил в розыгрыше Южноамериканского кубка. «Универсидад де Чили» выиграл этот турнир, обыграв в его рамках такие сильные команды, как «Фламенго», «Васко да Гама» и ЛДУ Кито. Варгас в 12 матчах турнира забил 11 голов, став с большим отрывом лучшим бомбардиром турнира. В двух финальных матчах он забил в ворота ЛДУ 3 гола, в том числе оформил дубль в ответном домашнем финале, став его лучшим игроком. Также Варгас был признан лучшим футболистом всего розыгрыша.
Приобрести Эдуарда Варгаса выказывали желание многие богатые европейские и южноамериканские клубы — «Милан», «Селтик», «Рейнджерс», «Манчестер Сити», «Интернационале», «Валенсия», «Вильярреал», «Васко да Гама», «Челси», «Рома», московские «Спартак» и ЦСКА.
23 декабря 2011 года Варгас перешёл в итальянский клуб «Наполи». Сумма трансфера составила 10 млн евро. После перехода он сказал: «Я очень доволен тем, что перешёл. „Наполи“ — одна из сильнейших итальянских команд, и я вместе с моими новыми партнёрами сделаю всё возможное, чтобы поддерживать величие этого клуба. Пока знаю лишь понаслышке Кавани и Лавесси, но теперь будет возможность узнать их поближе. Переезд в Европу очень важен для меня. Я исполнил свою детскую мечту». Футболист дебютировал в составе неаполитанской команды в матче Кубка Италии с «Чезеной», где после его ошибки соперник открыл счёт в матче; после этого, Варгас в перерыве встречи был заменён, а «Наполи» сумел переломить ход матча и добиться победы 2:1.
В 2013 году Варгас был отдан в аренду в бразильский «Гремио». Он дебютировал за свою новую команду в матче против ЛДУ Кито в рамках Кубка Либертадорес 2013.

## Карьера в сборной
С 2007 года Варгас выступал за юношеские и молодёжную сборные Чили. В 2009 году помог молодёжной сборной выиграть знаменитый турнир в Тулоне, став одним из лучших его игроков. Чилийцы обыграли в финале сборную Франции. При этом Варгас выступал на этом турнире и в 2008 году, когда Чили уступили в финальном матче с минимальным счётом Италии. Помимо этого, Варгас участвовал во множестве других международных турниров и на многих из них признавался лучшим игроком.
4 ноября 2009 года Варгас дебютировал в составе сборной Чили в игре против Парагвая. Он вышел на замену на 82-й минуте товарищеской игры, которую чилийцы выиграли 2:1.
2 сентября 2011 года Варгас забил свой первый гол за сборную Чили. На стадионе АФГ Арена в Санкт-Галлене он поразил ворота действующих чемпионов мира и Европы сборной Испании, игра закончилась победой Испании 3:2, хотя гол Варгаса сделал счёт 2:0 в пользу южноамериканской сборной. 12 октября Варгас отличился уже в рамках официальных турниров ФИФА, забив гол в ворота сборной Перу в рамках отборочного турнира к чемпионату мира 2014 года. Гол Варгаса также сделал счёт 2:0, но чилийцы выиграли эту встречу 4:2.
В 2015 году стал лучшим бомбардиром Кубка Америки, забив 4 мяча.
В 2016 году в четвертьфинале Копа Америка Сентенарио забил покер Мексике (матч завершился со счетом 7:0 в пользу Чили). По итогам турнира стал лучшим бомбардиром, забив 6 мячей.
Летом 2019 года Эдуардо был приглашён в сборную для участия в Кубке Америки, который состоялся в Бразилии. В первом матче в группе против Японии он отличился двумя голами на 54-й и 83-й минутах, а его команда одержала убедительную победу 4:0.

## Статистика

### Клубная
| Выступление                   | Выступление      | Выступление      | Лига | Лига | Кубок | Кубок | Контенент | Контенент | Итого | Итого |
| Клуб                          | Лига             | Сезон            | Игры | Голы | Игры  | Голы  | Игры      | Голы      | Игры  | Голы  |
| ----------------------------- | ---------------- | ---------------- | ---- | ---- | ----- | ----- | --------- | --------- | ----- | ----- |
| Кобрелоа                      | Примейра         | Кл. 2006         | 3    | 0    | —     | —     | —         | —         | 3     | 0     |
| Кобрелоа                      | Примейра         | Ап. 2007         | 4    | 0    | —     | —     | —         | —         | 4     | 0     |
| Кобрелоа                      | Примейра         | Кл. 2007         | 1    | 0    | —     | —     | —         | —         | 1     | 0     |
| Кобрелоа                      | Примейра         | Ап. 2008         | 12   | 1    | —     | —     | —         | —         | 12    | 1     |
| Кобрелоа                      | Примейра         | Кл. 2008         | 9    | 3    | —     | —     | —         | —         | 9     | 3     |
| Кобрелоа                      | Примейра         | Ап. 2009         | 10   | 2    | —     | —     | —         | —         | 10    | 2     |
| Кобрелоа                      | Примейра         | Кл. 2009         | 14   | 4    | —     | —     | 2         | 1         | 16    | 5     |
| Кобрелоа                      | Итого            | Итого            | 53   | 10   | —     | —     | 2         | 1         | 55    | 11    |
| Универсидад де Чили           | Примейра         | 2010             | 18   | 1    | 0     | 0     | 9         | 2         | 27    | 3     |
| Универсидад де Чили           | Примейра         | Ап. 2011         | 21   | 9    | 0     | 0     | 0         | 0         | 21    | 9     |
| Универсидад де Чили           | Примейра         | Кл. 2011         | 15   | 7    | 1     | 0     | 12        | 11        | 28    | 18    |
| Универсидад де Чили           | Итого            | Итого            | 54   | 17   | 1     | 0     | 21        | 13        | 76    | 30    |
| Наполи                        | Серия A          | 2011/12          | 10   | 0    | 2     | 0     | 1         | 0         | 13    | 0     |
| Наполи                        | Серия A          | 2012/13          | 9    | 0    | 0     | 0     | 6         | 3         | 15    | 3     |
| Наполи                        | Итого            | Итого            | 19   | 0    | 2     | 0     | 7         | 3         | 28    | 3     |
| Гремио (аренда)               | Серия A          | 2013             | 24   | 9    | 3     | 0     | 10        | 2         | 37    | 11    |
| Гремио (аренда)               | Итого            | Итого            | 24   | 9    | 3     | 0     | 10        | 2         | 37    | 11    |
| Валенсия (аренда)             | Примера          | 2013/14          | 17   | 3    | 0     | 0     | 8         | 2         | 25    | 5     |
| Валенсия (аренда)             | Итого            | Итого            | 17   | 3    | 0     | 0     | 8         | 2         | 25    | 5     |
| Куинз Парк Рейнджерс (аренда) | Премьер-лига     | 2014/15          | 21   | 3    | 1     | 0     | —         | —         | 22    | 3     |
| Куинз Парк Рейнджерс (аренда) | Итого            | Итого            | 21   | 3    | 1     | 0     | —         | —         | 22    | 3     |
| Хоффенхайм                    | Бундеслига       | 2015/16          | 24   | 2    | 0     | 0     | —         | —         | 24    | 2     |
| Хоффенхайм                    | Бундеслига       | 2016/17          | 4    | 0    | 1     | 0     | —         | —         | 5     | 0     |
| Хоффенхайм                    | Итого            | Итого            | 28   | 2    | 1     | 0     | —         | —         | 29    | 2     |
| Всего за карьеру              | Всего за карьеру | Всего за карьеру | 216  | 44   | 8     | 0     | 48        | 21        | 272   | 65    |

### Сборная
| Чили  | Чили | Чили  |
| Год   | Игр  | Голов |
| ----- | ---- | ----- |
| 2010  | 3    | 0     |
| 2011  | 6    | 2     |
| 2012  | 6    | 0     |
| 2013  | 12   | 9     |
| 2014  | 12   | 7     |
| 2015  | 13   | 7     |
| 2016  | 14   | 7     |
| 2017  | 15   | 3     |
| 2018  | 1    | 0     |
| 2019  | 9    | 3     |
| 2020  | 2    | 0     |
| 2021  | 5    | 2     |
| Всего | 98   | 40    |

### Голы за сборную Чили
| №   | Дата             | Место                                      | Соперник          | Гол | Результат | Соревнование       |
| --- | ---------------- | ------------------------------------------ | ----------------- | --- | --------- | ------------------ |
| 1.  | 2 сентября 2011  | АФГ Арена, Санкт-Галлен, Швейцария         | Испания           | 2:0 | 2:3       | Товарищеский матч  |
| 2.  | 12 октября 2011  | Монументаль Давид Арельяно, Сантьяго, Чили | Перу              | 2:0 | 4:2       | ЧМ-2014 (отбор)    |
| 3.  | 6 февраля 2013   | Висенте Кальдерон, Мадрид, Испания         | Египет            | 1:0 | 2:1       | Товарищеский матч  |
| 4.  | 26 марта 2013    | Национальный стадион, Сантьяго, Чили       | Уругвай           | 2:0 | 2:0       | ЧМ-2014 (отбор)    |
| 5.  | 24 апреля 2013   | Минейран, Белу-Оризонти, Бразилия          | Бразилия          | 2:2 | 2-:2      | Товарищеский матч  |
| 6.  | 7 июня 2013      | Дефенсорес дель Чако, Асунсьон, Парагвай   | Парагвай          | 1:0 | 2:1       | ЧМ-2014 (отбор)    |
| 7.  | 11 июня 2013     | Национальный стадион, Сантьяго, Чили       | Боливия           | 1:0 | 3:1       | ЧМ-2014 (отбор)    |
| 8.  | 6 сентября 2013  | Национальный стадион, Сантьяго, Чили       | Венесуэла         | 1:0 | 3:0       | ЧМ-2014 (отбор)    |
| 9.  | 10 сентября 2013 | Стад де Женев, Женева, Швейцария           | Испания           | 1:0 | 2:2       | Товарищеский матч  |
| 10. | 10 сентября 2013 | Стад де Женев, Женева, Швейцария           | Испания           | 2:1 | 2:2       | Товарищеский матч  |
| 11. | 19 ноября 2013   | Роджерс Центр, Торонто, Канада             | Бразилия          | 1:1 | 1:2       | Товарищеский матч  |
| 12. | 30 мая 2014      | Национальный стадион, Сантьяго, Чили       | Египет            | 2:2 | 3:2       | Товарищеский матч  |
| 13. | 30 мая 2014      | Национальный стадион, Сантьяго, Чили       | Египет            | 3:2 | 3:2       | Товарищеский матч  |
| 14. | 4 июня 2014      | Estadio Elías Figueroa, Вальпараисо, Чили  | Северная Ирландия | 1:0 | 2:0       | Товарищеский матч  |
| 15. | 18 июня 2014     | Маракана, Рио-де-Жанейро, Бразилия         | Испания           | 1:0 | 2:0       | ЧМ-2014 (группа В) |
| 16. | 10 октября 2014  | Estadio Elías Figueroa, Вальпараисо, Чили  | Перу              | 1-0 | 3:0       | Товарищеский матч  |
| 17. | 10 октября 2014  | Estadio Elías Figueroa, Вальпараисо, Чили  | Перу              | 3-0 | 3:0       | Товарищеский матч  |
| 18. | 15 ноября 2014   | Estadio CAP, Талькауано, Чили              | Венесуэла         | 3:0 | 5:0       | Товарищеский матч  |
| 19. | 11 июня 2015     | Национальный стадион, Сантьяго, Чили       | Эквадор           | 2:0 | 2:0       | Кубок Америки 2015 |
| 20. | 15 июня 2015     | Национальный стадион, Сантьяго, Чили       | Мексика           | 2:2 | 3:3       | Кубок Америки 2015 |
| 21. | 29 июня 2015     | Национальный стадион, Сантьяго, Чили       | Перу              | 1:0 | 2:1       | Кубок Америки 2015 |
| 22. | 29 июня 2015     | Национальный стадион, Сантьяго, Чили       | Перу              | 2:1 | 2:1       | Кубок Америки 2015 |
| 23. | 8 октября 2015   | Национальный стадион, Сантьяго, Чили       | Бразилия          | 1:0 | 2:0       | ЧМ-2018 (отбор)    |
| 24. | 13 октября 2015  | Национальный стадион, Лима, Перу           | Перу              | 2:2 | 4:3       | ЧМ-2018 (отбор)    |
| 25. | 13 октября 2015  | Национальный стадион, Лима, Перу           | Перу              | 4-2 | 4:3       | ЧМ-2018 (отбор)    |
| 26. | 14 июня 2016     | Линкольн Файненшел Филд, Филадельфия, США  | Панама            | 1:1 | 4:2       | Кубок Америки 2016 |
| 27. | 14 июня 2016     | Линкольн Файненшел Филд, Филадельфия, США  | Панама            | 2:1 | 4:2       | Кубок Америки 2016 |
| 28. | 18 июня 2016     | Ливайс, Санта-Клара, США                   | Мексика           | 2:0 | 7:0       | Кубок Америки 2016 |
| 29. | 18 июня 2016     | Ливайс, Санта-Клара, США                   | Мексика           | 4:0 | 7:0       | Кубок Америки 2016 |
| 30. | 18 июня 2016     | Ливайс, Санта-Клара, США                   | Мексика           | 5:0 | 7:0       | Кубок Америки 2016 |
| 31. | 18 июня 2016     | Ливайс, Санта-Клара, США                   | Мексика           | 6:0 | 7:0       | Кубок Америки 2016 |
| 32. | 15 ноября 2016   | Национальный стадион, Сантьяго, Чили       | Уругвай           | 1:1 | 3:1       | ЧМ-2018 (отбор)    |

## Достижения
Командные
«Универсидад де Чили»
- Чемпион Чили (2): Ап. 2011, Кл. 2011
- Обладатель Южноамериканского кубка: 2011

«Наполи»
- Обладатель Кубка Италии: 2014

«Атлетико Минейро»
- Чемпион штата Минас-Жерайс: 2021
- Чемпион Бразилии: 2021
- Обладатель Кубка Бразилии: 2021
- Обладатель Суперкубка Бразилии: 2022

Сборная Чили
- Победитель Международного молодёжного турнира в Тулоне: 2009
- Победитель Кубка Америки (2): 2015, 2016

Личные
- Лучший футболист и нападающий чемпионата Чили: 2011 (Апертура)
- Лучший бомбардир Южноамериканского кубка: 2011
- Лучший футболист Южноамериканского кубка: 2011
- Лучший футболист финала Южноамериканского кубка: 2011
- Футболист года в Чили: 2011
- Символическая сборная года Южной Америки по футболу: 2011
- Лучший бомбардир Кубка Америки по футболу: 2015, 2016
- Самый популярный Футболист мира по версии IFFHS: 2012